# Dictyna agressa
Dictyna agressa là một loài nhện trong họ Dictynidae.
Loài này thuộc chi Dictyna. Dictyna agressa được Wilton Ivie miêu tả năm 1947.